# Прапор Туви
Прапор Республіки Тува є державним символом Республіки Тува. Прийнятий Урядом Республіки 17 вересня 1992 року.

## Опис
Прапором Республіки Тува є блакитне прямокутне полотнище з похилими білими й блакитними смугами, що виходять із верхнього й нижнього кутів з боку ратища. Блакитні смуги з'єднуються в одну, що проходить посередині прапора.
Трикутник, утворений білими смугами на лівому краї прапора, має золотий колір.
Співвідношення сторін прапора — 2:3.

### Тлумачення символіки
У державних символах Республіки Тува (гербі і прапорі) використовуються блакитний, білий і жовтий (золотой) кольори.
- Блакитний колір символізує чисте небо, піднесеність цілей, згоду в суспільстві
- Білий колір символізує чистоту і благородство суспільної моралі, відвертість і самостійність державної політики
- Жовтий (золотий) колір символізує багатство і справедливість держави. Також в жовтому (золотому) кольорі міститься віддзеркалення традиційних релігійних переконань частини населення Республіки Тува